# Christer Gullstrand
Christer Lennart Gullstrand, född 26 mars 1959 i Linköping, är en svensk före detta friidrottare.
Gullstrands specialdistans var 400 meter häck, på vilken han deltog i två olympiska spel, 1980 i Moskva (avancerade till semifinal som han dock fick avstå p.g.a. skada) och 1984 i Los Angeles (utslagen i försöken). I det sistnämnda mästerskapet var Gullstrand även deltagare i det svenska landslag på 4 x 400 meter som avancerade till semifinal.
Andra internationella mästerskapsframträdanden:
- Junior-EM i friidrott 1975: 4:a, 400 meter häck
- Junior-EM i friidrott 1977: 5:a, 400 meter häck
- Friidrotts-EM 1978: försök, 400 meter häck
- Inomhus-EM 1979: försök, 400 meter
- Inomhus-EM 1980: semifinal, 400 meter
- Inomhus-EM 1980: försök, 60 meter häck
- Friidrotts-EM 1982: semifinal, 400 meter häck

Gullstrand förbättrade det svenska rekordet på 400 meter häck tre gånger; som bäst till 49,73 vid SM i Malmö den 12 augusti 1979. Han blev därmed förste svensk under drömgränsen 50 sekunder. Vid samma SM vann han också 400 meter slätt och noterade då det personliga rekordet 46,84. En knapp månad senare blev han stor finnkamps-hjälte då han tog 3 individuella segrar - 110 meter häck, 400 meter häck och  400 meter slätt (och dessutom seger i långa stafetten). Han noterade då sitt personliga rekord på 110 meter häck 14,22.
Efter den framgångsrika säsongen 1979 satte diverse skadeproblem stopp för fortsatt utveckling och Gullstrand lade skorna på hyllan redan vid 26 års ålder.
Gullstrand representerade under sin karriär IFK Helsingborg och är Stor Grabb nummer 310 i friidrott.
Gullstrand bor i Ahn i Luxemburg.